# 강위
강위(姜瑋, 1820년 5월 2일 ~ 1884년 4월 5일)는 조선 말기의 한학자, 개화 사상가, 시인이자 금석학자다. 김정희, 오경석과 함께 조선 후기에 금석문을 연구하였다. 그는 김택영(金澤榮), 황현(黃玹)과 함께 조선말의 3대 시인으로 불렸으며, 영재 이건창을 포함해서 4대 시인으로도 부른다. 김삿갓 등과 함께 조선의 방랑 시인의 한 사람으로도 꼽힌다.
여러번 과거 시험에 응시하였으나 과거 부정과 문벌상의 제약으로 여러번 낙방하자 과거를 단념하고 민노행에게서는 경사와 학문을, 김정희의 문하에서는 시문과 서화를 배웠다. 1876년(고종 13년) 강화도 조약(江華島條約)에 참석하였으며, 이후 일본과 청에 왕래하면서, 해외의 실태를 파악하여 국운 회복에 힘썼다. 《한성순보》를 간행했다. 《황성신문》의 발기인 중 한 사람이며 국문 연구에도 전력하였다. 김홍집, 어윤중, 변수, 이건창, 윤웅렬, 윤영렬, 김윤식, 유길준 등은 그의 문하에서도 수학하였다. 또한 매천 황현 역시 그의 문하생 중 한 사람이다.
본관은 진주(晉州)이고, 초명은 성호(性澔), 문위(文瑋), 다른 이름은 호(浩), 위(瑋)라고도 한다. 자(字)는 중무(仲武), 요장(堯章) 또는 위옥(韋玉), 유성(惟聖), 요초(堯草)이고, 호는 추금(秋琴), 고환(古懽), 별호로는 자기(慈屺), 고환자(古懽子), 고권당(古權堂), 추금자(秋琴子), 당호는 청추각(聽秋閣), 고환당(古懽堂) 등이다. 1883년(고종 20년) 언론기관인 박문국(博文局)을 설치하고, 《한성순보 (漢城旬報)》를 발간하였다. 그는 김정희의 제주도와 북청 유배지까지 따라가면서 스승으로 섬겼다. 기원 민노행(紀園 閔魯行), 추사 김정희(秋史 金正喜)의 문인이다.

## 생애

### 생애 초반

#### 초기활동
1820년(순조 20년) 5월 2일 경기도 광주군 세촌면 복정리(현, 성남시 수정구 복정동)에서 강진화(姜鎭華)와 박희혁(朴希赫)의 딸 박씨 사이에서 태어났다. 어릴 적 이름은 성호(性澔), 문위(文瑋)였으나 성인이 된 뒤 이름을 위(瑋)로 고쳤다.
대대로 무인 가문이었던 그의 집안은 아버지 강진화도 무관으로 공주영장(營將)과 군수를 역임했고, 형 강문기(姜文璂)도 무과에 급제하여 선전관, 중군, 경력 벼슬을 지냈다. 11대조 강희신(姜熙臣)이 기묘사화에 연루되어 벼슬에서 쫓겨난 뒤 몰락, 무과에 응시하여 대대로 무관 가문이 되었다.
곤궁했던 하급 무관 가문에서 태어나 어렸을 적에 잔병치레를 많이 하였다 한다. 그는 어려서부터 병이 많아 빼빼말랐다고 한다. 그리하여 옷 조차 주체하지 못했다고 한다. 어려서부터 병서와 형전 등을 읽으며 병(兵), 형(刑), 전(錢), 곡(穀) 등 각 방면의 학문을 닦았다. 어려서 민노행(閔魯行)의 문하에서 경전과 시문을 배웠으며, 1834년(순조 34년) 향시(鄕試)에 응시하였으나 낙방하였다. 이후 여러 번 문과에 응시하였지만 번번히 낙방하였다.
소년 시절 과거 시험에 뜻을 두고 공부할 때 의정부영의정을 지낸 정원용(鄭元容)의 집에서 하숙하면서 시험을 준비하였으며, 이때 그의 손자인 정건조(鄭健朝)와 함께 수학하였다. 이 때의 인연으로 훗날 이조판서를 역임한 정건조와는 평생의 친구로 왕래하였다. 그는 낙방 이후 불우한 나날을 보냈지만 정건조는 그를 계속 찾았고, 인연은 계속되었다.

#### 수학과 청년기
문벌상의 제약과 곤궁한 가정 형편, 부정행위로 이루어지는 과거 시험과 과거 대리 시험, 매관매직 등으로 환멸감을 느끼고 과거를 포기한 그는 전국을 방랑하다가 정건조의 극력 만류에도 불구하고 당시 비성리학적 이단으로 몰려 은거하던 민노행의 문하를 다시 찾아가 4년간 수학하였다. 그러나 그는 과거 시험을 단념하지 못하고 계속 과거에 응시했고, 1844년(헌종 10년) 결국 과거를 단념하게 된다. 이후 사근록(近思錄) 등을 탐독하며 시름을 달랬다. 민노행의 문하에 있을 때 민노행은 그에게 김정희를 찾아가 보라고 권고하였다. 민노행이 사망하기 전 강위는 그의 권고에 따라 제주도 대정현에 귀양가 있던 추사 김정희(金正喜)를 찾아가 그의 문인이 되어 5년간 시, 서예, 그림을 배웠다.
그는 학문과 수신에 남다른 열정을 지녔으면서도 무반출신이라는 한계로 인해 일찍이 입신을 포기하고 시문에 몰두하였다. 당시 민노행과 김정희는 모두 청나라로부터 고증학을 받아들여 자기대로의 학문체계를 수립하여, 경세이용을 주장하던 다른 실학자들과도 차이점을 보이고 있었다. 특히 성리학적 세계관과 다른 세계관을 가짐으로서 민노행, 김정희는 물론이고 이들의 문인들도 심한 박해, 냉대를 당했다. 이후 강위도 현실적으로 많은 어려움과 배척에 직면하게 되었지만 그는 이에 개의치 않게 되었다.
그는 공자와 맹자 외에도 노장사상과 역술 등에도 학식이 있었다. 이후 민노행에게 경서와 학문을 배우고, 1844년(헌종 10년) 제주도에 가 있는 김정희를 방문하여 많은 감화를 받았다. 이후 4년간 그의 시중을 들며 그에게서 학문과 시, 서예, 그림 등을 배웠다. 그 외에도 그는 박지원의 허생전, 호질 등을 비롯한 연암의 작품을 탐독하였다. 1848년 추사 김정희가 유배에서 풀려나자 그를 따라 한성부로 상경하였다. 1850년에는 그의 친구 이건필(李建弼)이 그의 초상화를 그리고, 동료 문인들이 찬을 지었다.

#### 방랑 생활과 학문 활동
1851년(철종 2년) 스승 김정희가 권돈인 사건에 연루되어 함경남도 북청으로 유배되자 그를 따라가 시중, 수발을 들었다. 1854년(철종 5년) 김정희가 유배에서 석방, 북청 귀양지에서 풀려나자 김정희를 하직하고 방랑생활로 들어갔다. 그는 오경석, 최한기, 유대치, 김정호, 박규수, 이동인 등과 가깝게 지냈다. 그밖에 강화도를 방문하여 하곡 정제두의 문인들과도 교류하며 양명학을 접하기도 하였다. 또 선불교 사상에도 심취하기도 했다. 이건창이 쓴 그의 묘지며요에 의하면 "곳곳을 유랑하며 선불교와 병법, 음양법 등을 공부하였다"한다. 1856년 김정희의 사망 소식을 듣고 만사를 지어 그를 추모하였다.
| “ | 세상에는 우리 스승(추사)은 소동파에 비기네. 신기(神技)는 비록 그만 못하지만 품격은 훨씬 나으리. 과천의 눈과 청계의 언덕에서 세 번 소리치고 가셨으니 호호탕탕 산하로다. | ” |
|   | — 강위가 쓴 김정희 제문 |   |

강위가 이름을 떨친 것은 시인으로서가 먼저였다. 추사를 떠난 이후 방랑생활을 하며 많은 시를 남겼고, 그의 문집은 대부분 시문이었을 정도로 당대의 유명한 시인이었다. 이후 고종 초기의 무신 신헌(申櫶)의 식객이 되었으며, 신헌 가의 식객생활 외에 전국을 유랑하였다. 강화도 방문 시 만난 영재 이건창은 한때 그의 문하에 출입하며 시와 서화를 배웠다. 그밖에 정만조(鄭萬朝) 등도 그의 문하에 출입했다.
강위는 평생 집 하나 없이 떠돌아다니던 시인이지만, 가을 소리를 듣기 위해 상상 속에 집 하나를 세우고 자신의 호를 청추각이라 할 정도로 마음은 언제나 넉넉하였다. 그러나 한때 경제적으로 어려운 생활에 고뇌하기도 했다. 영재 이건창은 항상 월사매를 주변 사람들에게 자랑하곤 하였다. 한강이 바라다 보이는 이건 창의 사랑채는 강위(姜瑋), 여규형(呂圭亨), 정만조(鄭萬朝), 김택영(金澤榮) 등이 출입하면서 시회를 열던 곳이었고, 자연스럽게 월사매에 대한 명성이 퍼져 나갔다.

### 개혁 운동

#### 현실정치 참여와 서실 운영
그는 일찍이 추사 김정희의 문하에서 사사받고, 박규수 등과의 친분관계에도 불구하고 문인 영재 이건창의 주선으로 매천 황현도 그의 문하에 찾아와 시와 글을 배웠다. 그는 전국을 방랑하며 시주(詩酒)로 세월을 보내다가 1860년(철종 10년) 무렵에는 첨정을 지낸 정문용(鄭文容)가의 식객이 되어 우거하였다. 1860년대 이후 민란이 계속 발생하게 되자 현실 문제로 눈을 돌리게 되었다.
1864년 고종 즉위 이후에는 변진환 집의 식객이 되었다. 청계천 주변에 모여 살았던 역관들은 아들이 10여 세가 되면 가정교사를 두고 역과 시험을 준비하였다. 역관 변진환은 광교 옆에 해당루를 짓고 아들 변정과 조카 변위의 시험 공부를 위해 위항 시인인 강위를 초청하였다. 강위가 해당루에 입주해 역관 자제들을 가르치기 시작한 뒤, 의원 변태환의 아들인 변위는 17세 되던 1873년 역과에 합격하였다. 또, 황현은 청년 시절 과거를 치르러 한양에 왔다가 당시 문명을 떨치고 있던 강위, 이건창, 김택영 등과 깊은 교분을 쌓았다. 시문에 탁월한 재주를 지녔던 이들은 모두 조정 관료와 세도가문의 부정부패에 대해 매우 비판적인 시각을 가지고 있었다. 황현 역시 그의 문하에 출입하면서 시문을 배우게 된다. 그는 제도의 근본적 개혁을 주장하면서 부국강병에 초점을 맞추었다. 그는 경서 위주와 성리학적 사고에서 벗어나 병학, 지리, 법률에 밝았다.
개화당의 핵심 요원이었던 변수는 그의 집에서도 5년간 기숙하며 배운 애제자였으며, 통리아문의 주사로서 우정사업과 순보 발행에 관여한 정만조 역시 강위의 문하였다. 정만조는 강위 사후 시집인 고환당수초를 편집한 장본인이기도 하다.
청계천 일대에는 중인 시인 모임이 결성되어 있었다. 변위의 위당서실을 비롯해 김석준의 홍약관, 김경수의 인재서옥, 박승혁의 용초시옥, 김한종의 긍농시옥, 황윤명의 춘파시옥, 이용백의 엽광교사 등이 잇달아 있어 뜻이 맞는 사람들끼리 자주 오가며 시를 지었다. 강위는 역관, 의관 자제들에게 학문을 가르치면서 동시에 이런 시인 모임들에도 나갔다.

#### 삼정 문란에 대한 대책
1862년 친구인 판서 정건조(鄭健朝)와 계속 교유, 서신을 주고받다가 제주도로 가던 길에 그에게 초빙되어 삼정(三政)의 폐단에 대해 직납 방법과 감독 규찰 등에 대한 장문의 시정책을 적어주었다. 정건조의 강권에 의하여 지은 것이 3만어에 달하는 시무책인 《의삼정구폐책 (擬三政捄弊策)》인데, 그 내용이 너무 혁신적이라 정건조가 이를 탐독하고는 조정에 제출하는데 난색을 표하자, 그는 즉석에서 이를 불살라버렸다고 한다.
| “ | 백성들은 아침 저녁거리도 없으며 나라에서는 1년 저축도 없다. 임금은 마음을 졸이고 모든 신하들은 오로지 탄식만 하고 있지 아무 대책이 없다. 관아의 관리들은 농간을 부리고 서울의 관료들은 세력을 믿고 날뛰고 시골양반들은 말을 둘러대고 토호들은 위엄을 부린다. | ” |

그러나 정건조는 보관하고 있던 초안을 수습하여 몇년 후 강위에게 가져와 다시 서문을 받아와, 후일 《의삼정규폐책》이라는 책으로 출간되었다.
1862년(철종 13년) 충청, 경상, 전라 삼남지방을 떠돌다가 민란을 목격하였다. 이 민란의 와중에서 난군들에게 납치, 감금당하여 격문을 기초할 것을 강요받았으나 거절하고 갇혔으나, 탈출에 성공, 한양으로 올라왔다. 1862년(철종 13년) 5월 정건조의 주선으로 삼정이정청(三政釐整廳)의 설치에 참여하였다.

#### 위정척사론, 쇄국정책론 비판
흥선대원군의 쇄국정책 및 위정척사파의 척사론에 대해 그는 '외국의 정형도 모르고 떠드는 소리'라고 깊은 우려를 나타냈다. 병자수호조약 체결 과정에 참여하였던 강위는 아무런 준비도 없는 조선이 일본과 싸워 조금도 승산이 없음을 인정하면서 무조건적인 대결을 주장하는 척화론자들을 강력히 비판하였다.
오경석과 박규수, 강위는 안으로는 대원군 등 위정척사 세력과 맞서고, 밖으로는 일본군의 무력을 견제하며 자주적 개항을 이룩하기 위해 고분군투하였다. 1866년(고종 3년) 병인양요가 끝나자 신헌(申櫶)을 찾아가 강화도 방위 대책과 병력 추가 양성을 건의하였다.

#### 시인모임 활동
1870년(고종 7년) 봄 그는 중인, 향리를 포함한 위항문인과 위항시인, 작가 모임인 육교시사(六橋詩社)를 조직하였다. 단체의 명칭이 된 육교는 한성부 청계천 하류로부터 여섯째 다리인 광교를 지칭하는 것으로, 이 곳 주위에는 의관(醫官), 역관(譯官), 중인 등의 집단적 거주지가 형성되어 있었다고 한다. 여기에는 중인, 의관, 역관, 서자와 양반, 평민 등 다양한 계층의 문인, 시인들이 참여하였다.
참가동인은 회장인 강위와 그의 친구 변진환(邊晉桓)을 비롯하여 오경석, 백춘배(白春培), 김재옥(金在玉), 이명선(李鳴善), 성혜영(成蕙永), 배전(裵㙉), 이용백(李容白), 박승혁, 유영표(劉英杓) 등이었는데, 이들은 특정한 모임 장소를 가지지 않고 동인들의 집을 돌아다니며 시회를 개최하였다. 그 중에서도 모임이 자주 열리던 곳은 변진환의 별장인 해당루(海棠樓)였는데, 모임에서 나온 작품들을 모은 모음집 《해당루상원첩 (海棠樓上元帖)》을 남겼다. 강위 육교시사에서 읊은 시를 모아 《육교연음집 (六橋聯吟集)》이라는 시집으로 엮어 출간하였다.
육교시사에는 역관이 많아서 그들이 중국이나 일본에 갈 때마다 송별회가 열렸는데, 추사 문하의 동문인 김석준이 중국으로 갈 때에는 강위가 홍약관에 찾아가 시를 지어주며 전송하였다.
| “ | 노당(김석준)은 천하의 선비라서 옛 책을 탐독하여 갈고 닦았네. 젊은 나이부터 북학에 뜻을 두어 나라 바깥을 마음껏 달렸네. 지난번 내가 다시 중국에 갈 때 처음으로 수레를 나란히 했지. 나그넷길 밤 새워 이야기 듣노라고 몇 차례나 외로운 등불을 밝게 켰지. 우리 함께 완당 선생의 문하에서 나왔지만 그대 혼자 칭찬받을 만큼 뛰어났지. | ” |

문과에 급제하여 승지 벼슬까지 했던 이원긍(李源兢)도 육교시사에 자주 드나들었다. 양반인 이원긍이 아들 이능화에게 영어, 중국어, 프랑스어 등을 배우게 하여 국학자로 활동하게 한 것은 이 시절에 역관들과 가깝게 지내며 영향을 받았기 때문이다.

### 중국 순방과 개화 운동

#### 청나라 사행길 동행
1873년(고종 10년) 12월 친구 정건조가 청나라에 동지사로 파견되자 청나라 사행길의 수행원으로 북경, 천진을 방문하고, 이듬해 5월에 귀국하였다. 1874년 10월 이전의 문하생이었던 영재 이건창이 청나라 사신의 서장관으로 파견되자 그도 수행원으로 다녀왔다. 이후 실학자에서 적극적으로 서구 문물을 받아들이자는 개화 사상가로 전환하였다. 오경석 등 역관 및 중인들과 친숙하여 해외 사정을 어느 정도 알고 있었으나, 두 번의 사행길을 통해 그는 서구에 발달된 문명이 존재함을 인식하고 서세동점(西勢東漸)의 위기가 닥쳤다고 경고하였다. 그리하여 박규수와 함께 적극적인 개항론자가 되어, 서구 문물에 대한 개항을 역설하였으나 묵살당했다.
1875년(고종 12년) 5월 귀국하였다. 이후 박규수, 오경석, 유대치, 이동인 등과 함께 개항의 필요성을 역설하였고, 조정에 진출한 문하생 김윤식, 김홍집 등에게도 개항의 필요성을 꾸준히 역설, 설득하였다. 1875년 9월 강화도 사건(일명 운요호 사건) 후의 강화도 담판에서 일본과의 무력 충돌을 회피하기 위해 노력하였다. 1876년 일본의 조약 체결 요구로 강화도 조약이 체결될 때 전권대신 신헌(申櫶)을 막후에서 보좌하였다.

#### 개화 운동
강위는 중국을 드나들면서 서양 제국의 침략으로 신음하는 중국의 모습을 보고 위기를 느껴, 이제 청나라를 통해 선진 문물을 받아들이자고 주장하던 북학파의 시대가 다했다고 보았다. 그래서 김옥균 등의 개화파와 어울려 지냈다. 스승인 강위까지 중국과 일본을 다 돌아보고 귀국하자 육교시사의 역관 동인들은 거의 모두 개화파가 되어 있었다.
1876년(고종 13년) 강화도 조약 때 조선측 교섭단에서 신헌의 비서 격으로 반당에 강위와 수역 오경석이 참가했다. 조약이 체결될 당시 그는 필담(筆談)을 책임맡았다. 16일간의 회담 과정에서 강위는 박규수와 긴밀하게 서신을 왕래하며 마침내 조약을 성사시켰다.
1880년 조선 조정에서 김홍집을 수신사로 일본에 파견할 때 김홍집, 김옥균의 추천에 의하여 수신사의 서기로 수행에 참여하였다. 일본 도착 직후 그는 일본과 중국의 개화파 인사들이 조직한 흥아회(興亞會)에 참석, 가입하여 그들과 교유를 맺었고, 특히 주일본청국대사관의 참찬관으로 근무하던 황준헌(黃遵憲)으로부터 깊은 감명을 받아 귀국 후에 미국과의 수교를 주장하며, 《조선책략 (朝鮮策略)》에 나타난 황준헌의 연미거아책(聯美拒俄策)을 적극 옹호하였다.
강위는 중국에 두 차례, 일본에 세 차례나 다녀왔는데, 벼슬이 없었기에 언제나 비공식 수행원이라 친지들이 여비를 마련해 주었다. 김옥균이 1882년에 일본으로 가게 되자, 강위도 따라나서며 제자 변수에게 여비를 마련해 달라고 부탁하였다. 변수는 스승과 함께 일본을 여행하게 된 것이 기뻐서, 아버지 변진환이 예전에 빌려 주었던 돈을 돌려받으러 대구까지 내려갔다. 대구 감영에 있던 채무자가 마침 한양으로 올라가 버리는 바람에 빚을 돌려받지 못하자, 다른 제자에게 융통해 부산까지 가서 김옥균 일행을 만났다. 강위는 이때 기록한 속동유초(續東遊艸)에서 "변수는 내가 그의 집에 머물면서 5년 동안이나 글을 가르쳤던 제자"라고 밝혔다.

### 일본 순방과 신문 발간

#### 조선책략 사건
1880년(고종 17년) 7월 문인이었던 김홍집이 일본에 수신사(修信使)로 파견되어 일본에 갈 때 수신사 서기(書記)의 직함을 받고 수행하였으며, 그해 9월에 귀국하였다. 이때 김홍집은 청나라의 황준헌이 쓴 조선책략을 가져왔다. 조선책략은 조선이 러시아의 남진정책에 대비하기 위해서는 친중국, 결일본, 연미국의 외교정책을 펴야 한다는 내용이었다.
김홍집은 조선책략을 왕에게 바쳤고 왕이 이에 관심을 갖자, 재야의 유생들은 들고 일어났다. 그리고 수신사 일행을 지탄하고 나섰다. 강위도 이때는 숨은 인물이 아니라 개화파로 지목되어 유생들의 공격 대상이 되기 시작했다.
1882년 정초를 강위는 가평군의 전사(田舍)에서 보내고 1월 7일 한성으로 올라왔다. 이때 김옥균이 일본에 가려고 준비하고 있었는데, 강릉에 있는 부모를 뵙고 곧바로 동래로 간다는 말을 들었다. 이에 강위는 이 일행과 함께 일본에 가기로 계획했다. 1882년(고종 19년) 1월 12일 선공감가감역관(繕工監假監役官)으로 임명되었으나, 하루만에 병으로 사직 상소를 올려 면직되었다.

#### 일본 사행길 참여 과정
그는 동래까지 갈 여비가 없어서 제자인 변수에게 그 비용을 마련해줄 것을 부탁했다. 이에 변수는 그의 친구인 우자중(禹子重)을 끌어들여 함께 대구까지 왔다. 그런데 변수는 대구에서 마련키로 한 여비가 조달되지 않아 어려운 처지에 놓여 있었다. 이때 마침 강위의 또다른 문인인 정병은(鄭秉殷)을 만나 그에게서 여비를 빌어 부산까지 갔다.
이들 일행은 구면인 일본인 해진삼웅(海津參雄)을 만나 김옥균이 초량에 와 있다는 소식을 들었고, 또 해진삼웅을 통해 일본 영사관의 문빙(文憑, 일본의 여권)을 얻었다. 이들이 초량의 김옥균 숙소로 달려갔으나 김옥균은 이미 선창으로 나간 뒤였다. 이들이 선창으로 달려가자 김옥균은 놀라 이들을 바라보았다. 강위가 뒤따라온 까닭을 말하자, 김옥균은 흔쾌히 동행할 것을 허락했다.

#### 2차 일본 사행길 수행
1882년(고종 19년) 3월 김옥균, 서광범(徐光範) 등 젊은 개화파 관료들이 일본에 파견될 때, 선공감가감역관에 임명되어 신사유람단 서기의 직함을 받고, 제자인 변수(邊燧)와 함께 이들을 수행, 일본을 다녀왔다. 이들이 탄 배가 일본 나가사키로 향하고 있었는데, 김옥균은 강위에게 아들 강요선의 편지를 전해 주었다. 그 편지에 조정에서 강위에게 선공감가감역의 벼슬이 내려졌다는 소식이 담겨 있었다.
| “ | 우리 가문이 변(기묘사화)를 맞은 이래 무과에만 응해 왔었는데, 유문의 벼슬자리는 꿈도 꾸지 못했었다. 지극히 감격스럽고 황송하여 눈물이 돌았다. | ” |
|   | — 속동유초 |   |

강위는 김옥균과 서광범의 일본 사행과 뒤이어질 서양 여행 계획을 접하고, 당시 60이 넘은 고령임에도 불구하고 거의 애원하다시피 각서를 쓰고 따라나섰다. 김옥균은 "노옹(老翁)이 함께 가기를 빌었으나, 혹 어려움을 만나 후회할까 두려워서 허락치 않았다. 이에 시를 지어 맹세하면서 진심으로 토로했다."고 한다. 김옥균은 특히 그를 예우해고, 그 역시 김옥균의 일이라면 최선을 다해 도왔다. 강위는 고환당수초의 첫 머리에 "아아! 나는 문지도 비천하고 지질도 용렬하건만 젊어서의 독서로 약간 이름이 났었기에 멀리 있는 사람들에게까지 그릇 알려지게 되었도다. 그 가운데서도 시독 김옥균 대인은 나를 특별히 예대해 주었기 때문에 항상 감격스러운 마음 품고 그 분을 위하여 힘 자라는 데까지 봉사하기를 원했다."라고 썼다.
1882년 6월 그는 도일한 김옥균, 서광범, 유길준 등과 함께 흥아회의 활동에 참여하기도 한다. 이때 이들은 유럽과 아메리카 등을 방문, 견학하였으나, 그해 6월 조선에서 임오군란이 발생했다는 소식을 듣고 조선 정부의 소환 요청에 따라 모두 서둘러 귀국하였다. 그러나 강위는 나가사키(長崎)에서 일행과 헤어져 혼자 청나라로 건너가 베이징, 상하이에서 청나라의 개항론자들과 교유하고 열차, 화포 등을 관람한 뒤 그해 9월말 귀국하였다. 이때 청나라 사람 소초렴(邵友濂)에게 북유초(北遊艸)와 고환당초고(古歡堂初稿)의 서문을 받고, 청인 정석서(程錫書)에게도 원유초(遠遊艸)의 서문을 받다.
일본을 다녀온 직후 그는 고종에게 언로의 확대를 위해 신문의 발행과 보급을 누차 상주, 건의하였다. 언론의 보급을 통해 사서들에게도 정사의 운영, 권간들의 농간을 알게 하여 진충보국의 길을 열어주어야 한다고 주장했다.

#### 한성순보 발간과 최후
1883년(고종 20년) 김옥균, 문하생인 유길준 등의 부탁으로 박문국(博文局) 설치를 지원, 그해 박영선(朴永善)과 함께 박문국의 신설에 참여하고, 일본과 청나라의 언론인들의 자문을 얻었으며, 일본인 이노우에 카쿠고로(井上角五郞)를 초청하여 신문 《한성순보 (漢城旬報)》를 간행하였다.
박영효의 사행시 동반한 이노우에 가쿠고로는 박문국에서 번역 사무와 인쇄 사무에 임했으며, 이언을 번역한 것으로 알려진 강위가 그에게 한글을 가르치며 상해신문과 지지신보를 함께 번역했다.
한성순보를 편찬하며 신문을 보급한 이노우에 가쿠고로는 후일 "강위를 한글 어학 스승으로 삼았다"고 회고한다. 후쿠자와 유키치로부터 '조선의 가나(가명)'를 사용하라는 권유도 있었고, 조선에 살며 외보를 번역해야 하는 처지에서 한글 연구가 필요했는데, 유대치와 그 외의 2~3인에게 상담한 끝에 이노우에 가쿠고로는 어학에 밝은 강위를 선생으로 모셨다 한다.
| “ | 한언혼합문에 관하여 강위의 의견을 보자면, "옛날 궁중에서 어떤 왕비가 한문에 정음(正音)을 섞어서 문서를 만든 일이 있으나, 그 외에는 실제로 행해진 일을 듣지 못했다. 그러나 실행이 된다면 편히랄 것이다"라는 것으로 선생(이노우에 가쿠고로)은 그(강위)를 상대로 착착 연구를 추진했다. 어느 정도까지 이루어졌을 때 김윤식 씨에게도 말하고 박문국원 등에게도 보이니, 누구나 마찬가지로 "이것은 편리하다"라는 것에 동의했다. 그 후에는 필담에도 이를 사용하고 또한 일본어의 가나(假名)만을 언문으로 바꾸어 사람들에게 읽혀 보았는데 누구라도 즐겨 읽고, 그 가운데 "일본과 조선과는 참으로 동문동어(同文同語)의 나라이다."라고 기뻐하였다. | ” |
|   | — 이노우에 가쿠고로 전기편찬회 발간 이노우에 가쿠고로 전기에서 |   |

| “ | 이노우에 가쿠고로의 증언 | ” |

한성순보 발행 당시 그는 언문을 함께 병용하는 국한문 혼용을 주장하여 성사시켰다. 김윤식, 강위, 이노우에 가쿠고로 등의 노력과 고종의 재가로 차후의 한성주보는 항설(港設)과 조보(朝報)의 교환이 가능한 '언문'을 사용할 수 있게 되었다.
저서로는 《동문자모분해 (東文字母分解)》, 《손무자주평 (孫武子注評)》, 《경위합벽 (經緯合璧)》, 《용학해 (庸學解)》 등이 있다. 1884년(고종 20년) 4월 5일 경기도 광주 세촌면의 자택에서 사망하였다. 일설에는 그가 1894년까지도 살아 있었다는 설도 있다.

### 사후
그의 문집은 그가 사망한 뒤 친구인 방치요(房致堯), 영재 이건창 등이 평소 강위와 교유하던 사람들을 찾아다니며 모은 시문을 편집, 간행한 것이다. 그런데 갑신정변 이후의 국내정세 때문에 그와 김옥균, 박영효, 서광범, 서재필 등 개화파 인사들이 주고받았던 편지와 시문들은 대부분 인멸, 삭제되고 말았다.
이건창, 김윤식 등의 문인들 외에도 여러 시인들에게 영향을 주었다. 석전 박한영은 강위의 시문을 사숙하였다.
그의 저서들 중에서도 《경위합벽 (經緯合璧)》, 《손무자주 (孫武子註)》 등과 같은 저술은 성리학적 가치관과 맞지 않아 세론이 두려워서 문집 간행 때 제외되었다. 그의 다른 문집과 저술들, 해외여행 때의 일기들, 《담초 (談草)》 등은 대한제국 멸망 이후 일부 간행되었고, 1978년에는 아세아문화사에서 《강위전집》이라는 이름으로 영인, 출간되었다. 그러나 《경위합벽》, 《손무자주 》 등 일부 저서들은 끝내 간행되지 못하고 유실되었다.
사후 광주군 세촌면 복정리(현재의 성남시 수정구 복정동) 안골 선영하에 매장되었다가, 후손이 미국으로 이민가면서 화장하였다고 한다.

## 저서
- 《고환당수초 (古歡堂收艸)》
- 《의삼정구폐책 (擬三政捄弊策)》
- 《국문자모분해(國文字母分解)》 (1864)
- 《손무자주평 (孫武子注評)》
- 《경위합벽 (經緯合璧)》
- 《용학해 (庸學解)》
- 《북유일기 (北游日記)》
- 《북유담초 (北游談草)》
- 《북유속담초 (北游續談草)》
- 《충효경예주합벽 (忠孝經集註合璧)》
- 《동문자모분해 (東文子母分解)》
- 《의정국문자모문해 (擬定國文字母文解)》
- 《간독정요 (簡牘精要)》

### 시집
- 《고환당시초 (古歡堂詩草)》
- 《청추각수초 (聽秋閣收草)》
- 《한사객시선 (韓四客詩選)》, 강위 엮음
- 《육교연음집 (六橋聯吟集)》

### 작품
- 담초여황효후시랑 (談艸與黃孝侯侍郞)

## 사상과 신념
민노행과 김정희는 공통적으로 고증학에 일가를 이룬 인물들이므로 그들에게서 학문을 익힌 강위 역시 고증학을 악문의 바탕에 두고 있었다.

### 사회적 구속에 대한 반발
그는 스스로 진정한 벗을 4명이라 하였는데, 그 중 3명이 역관이었다. 사실 벗이라 칭하였지만 이들은 강위보다 나이가 20,30년 연하였다. 그럼에도 불구하고 스스럼없이 벗이라 말하는 모습에서 그는 연령이나 신분을 구속하지 않는 태도를 엿볼 수 있다.
그는 신분상으로는 양반이었지만 역관, 의관, 중인, 서자들과도 어울렸고 그의 지우들 중에는 승려 이동인도 있었다. 그의 신념은 한걸음 나아가 양반의 특권을 없애고, 귀천의 차별을 타파해야 한다는 사상으로 발전하였다. 또, 자신보다 연하이고 자신의 문인들의 동료였는데도 김옥균의 인품에 탄복하여 그를 부를 때는 김옥균 대인이라 칭하기도 했다.
그는 늙은 유생이나 높은 벼슬아치들을 꺼려하였고, 주로 젊은이들과의 만남을 좋아하였다. 일부 예외가 있었다면 자신의 문인인 김홍집, 김윤식과 개화파 동지인 박규수 등 소수였다.

### 국가 위기론
그는 당대의 사회 부패를 국가적 위기로 규정했다.
| “ | 오늘날 군정(軍政)과 농정(農政)이 문드러져서 위아래가 모두 곤궁하다. 백성은 아침 저녁의 끼니를 이을 수가 없고 나라에는 1년의 저축이 없어서 갑작스런 흉년이나 전쟁이 일어난다면 무엇으로 막겠는가? | ” |

이렇게 지적하면서 그 원인을 근본적인 부정에 두고 있다. 그 부정은 크게 제도와 권력자, 두 부류로 나누어 보았다. 제도의 부정은 법의 폐단과 토지겸병 따위를 들었다. 토지 겸병을 한없이 허락하면 부의 편중은 물론 국가재정에서 막대한 손실을 끼치고 있다는 것을 지적했다.

### 시인론
그는 시를 지을 때는, 자신이 그 화자가 되어야 한다고 보았다.
| “ | 가장 훌륭한 시는 재주 부리지 않고 얻은 것이다. 재주를 부려 얻은 것은 훌륭하지 않다. 난새와 봉황의 맑은 소리와 주옥의 빛나는 기운, 병든 이의 앓는 소리, 슬피 울며 흘리는 눈물이 어찌 모두 재주를 부려 얻어진 것이겠는가? 그런 까닭에 시 삼백 편은 모두 성현이 발분하여 지은 바라고 한다. 이렇게 본다면 발분하지 않고는 지을 수가 없다. | ” |

그에 의하면 시는 얇은 글재주로 짓는 것이 아니라는 것이다.

### 양반 특권 철폐론
그에 의하면 법의 폐단으로 보면 갈래가 여러가지이지만 무엇보다 귀천(貴賤)을 나누는 것이다. 도대체 양반들은 군역을 지지 않고 전세(田稅)에도 온갖 특권을 누린다. 이들에게 모두 공평하게 조세를 매기고 군대의 의무를 지게 해야 한다는 것이다. 그는 군정에 대해서는 왕조의 초기처럼 왕족과 양반의 자제에게도 군역을 지워야 한다고 주장했다.
전정은 법에 규정된 대로 20년마다 토지측량을 철저히 하여 양반 부호들이 소유토지를 토지대장에 올리지 않는 폐단을 엄격히 적발해 전세(田稅)를 부과해야 한다고 지적했다. 이를 위해 균전소(均田所)를 두어 이를 관리케 하고 부정을 저지르는 관리는 처벌해야 한다고 했다. 또한 그는 특정 부호가 땅과 재물을 독점하는 것도 정부 차원에서 차단해야 한다고 역설하였다.

### 양반 병역 부과론
그는 양반들이 군역을 지지 않는 점 을 문제제기하였다. 실제 양반들은 이런저런 구실을 붙여 군대에 나가지 않았고, 게다가 군의 경비로 내는 군포도 물지 않았던 것이다. 그에 의하면 이들에게 모두 공평하게 조세를 매기고 군대의 의무를 지게 해야 한다는 것이다.

### 환곡제도 개혁론
그는 조정에서 농민의 빚을 탕감해줄 것을 주장했다. 풍년에 거두어 들였다가 흉년에 양곡을 나누어주는 환곡제도를 악용해 농민을 착취하는 지주, 관리들에 대한 처벌을 강화하고 농민들의 이자빚은 전액 탕감해주어야 한다고 주장했다. 강위는 자신의 저서 《의삼정구폐책 (擬三政捄弊策)》에서 "민중의 마음을 얻으면 나라를 얻고 민중의 마음을 잃으면 나라를 잃게 된다."고 역설하였다.

### 국한문 혼용체
그는 국한문 섞어 쓰기 기사체(記事體)를 연구하였다. 1883년 신문 한성순보를 발행하면서 국한문 혼용체(한언혼합체)를 사용해야 한다고 강력 주장하여 관철시켰다. 그는 한글을 언문이라 부르지 않고 훈민정음의 약칭인 정음이라 불렀으며, 훈민정음과 한자를 병용하면 읽기도 편하다고 주장하였다.
그는 신문 발간시 "옛날 궁중에서 어떤 왕비가 한문에 정음(正音)을 섞어서 문서를 만든 일이 있으나, 그 외에는 실제로 행해진 일을 듣지 못했다. 그러나 실행이 된다면 편리할 것이다" 라고 이노우에 가쿠고로 등을 설득시켰다. 그는 한자가 아니면 읽지 않겠다는 사대부들을 설득, 중궁전과 "언문 서신"을 썼던 인목왕후, 인현왕후의 사례, 정조의 친필서한 등을 언급하며 반박하였다.
또한 그는 일본어를 한글로 번역하는 과정에서 중국어와는 다르게 단어와 단어 사이를 연결하는 조사, 접속사의 존재를 알아내 일본어와 조선언어의 유사성을 지적하였다.

## 논란

### 이언 한글 번역본 저자설
개항기 내내 문제시됐고 광범위하게 유포되었던 근대정치서 《이언 (易言)》의 한글 번역본의 저자로 강위가 지목되고 있다. 《이언》은 국내 수요의 급증으로 1883년 3월 복각본까지 간행되었을 정도로 많이 읽힌 저작이었고, 1883년 12월 22일의 윤선학(尹善學)의 개화소 등도 빈번히 등장하고 있다. 한글 번역본은 총 4권으로 이루어져 있는데, 여기에 사용된 한글 연활자는 한성주보에 사용된 한글 자모와 동일하다. 출판이 광인사에서 이루어졌으므로 1884년 3월 이후 한글 번역본이 나온 것이고 강위가 1884년 4월 5일에 삼아했으므로 그 이전에 번역한 것이 아닌가 하는 견해들이 있다. 일설에는 그가 1894년까지 살아있었다는 설도 있으므로 《이언 (易言)》의 한글 번역본의 유력한 저자로 지목되고 있다.

### 친구 집 여종 통정 사건
추금 강위가 18세 무렵 정건조의 집에 함께 글공부를 할 때였다. 당시 정건조의 집에는 갓 결혼한 열아홉 살 계집종이 하나 있었는데, 아름다운 얼굴과 총명함이 전시대의 홍랑에 견줄 만 했다. 강위는 이를 마음에 두고 있던 중이었는데, 마침 둘이 눈이 맞아 그녀의 남편이 외출한 밤에 만나기로 서로 약속을 했다. 강위는 본래 정건조와 같은 방에서 함께 잤었는데, 이날 밤에는 홍랑과 운우의 정을 나누고 슬며시 사랑방으로 돌아왔다. 그리고 이른 아침 변소에 갔는데, 그 집 바깥 변소가 홍랑의 방과 붙어 있었다. 이때 홍랑의 방 안에서는 홍랑의 어머니가 매섭게 매질해 대는데, 홍랑은 울음 소리도 내지 못하고 그 아픔을 견디지 못하여 거의 죽을 지경에 이르렀다.
강위는 변소에 앉아 까닭을 알 수 없어 답답한 심정으로 귀를 바짝 세우고 방 안의 동정을 살피는데, 그 어미는 언성을 높이지 못하고 거친 매질을 계속하면서 작은 목소리로 딸을 꾸짖었다.
| “ | 내가 3대를 이 댁의 종으로 살아왔는데, 어쩌다 너 같은 자식을 낳아 상전댁을 망하게 할 터이면 너를 먼저 죽이고 내가 따라 죽는 것이 옳다. 속담에 이르기를, 양반 댁의 예쁜 종년은 문 밖에 정을 통하는 남자가 열둘이요, 문 안에 정을 통하는 남자가 열둘이라 하니, 정히 서방 생각이 나면 문 밖 문 안의 그 많은 불알 달린 놈과 정을 통하면 될 일이지, 그 놈들 다 버리고 하필이면 상중에 계신 상전을 유혹하여 상전 댁을 망하게 하는 뜻이 무엇이냐? 이, 무지한 년아! 이 댁이 어떤 가문이더냐? 상제님이 건을 쓰고 행랑채 계집종 방에 외입했다는 일을 남이 알기라도 하면 이 댁은 여지없이 망하는게 아니냐? | ” |

그러자 홍랑이 울면서 대답했다. "죽어도 그런 일 없다." 이 말에 더욱 세차게 매질을 하며 그 어미가 말했다. "이년아! 무슨 거짓말로 이 어미를 속이려 드느냐?"며 대노하였다. 이 말을 듣고 강위가 변소에 앉아서 곰곰이 생각해 보니, 야밤에 홍랑을 만나러 갈 때에 토시를 끼고 갔다가 더워서 이를 벗어 놓고 빠져나온 것이 떠올랐다.
강위는 급히 변소에서 나와 행랑채 홍랑의 방으로 들어가 다짜고짜 꿇어 엎드렸다. 그리고 홍랑 어미에게 넙죽 절한 다음 어젯 밤 있었던 일을 이야기하고 용서를 빌었다. 홍랑의 어미는 짐짓 성내는 것처럼 하면서도 내심 기뻐하며 말했다.
| “ | 그러면 그렇지, 내 딸이 설마 하니... 에이, 여보시오! 글 읽는 선비가 외입하는 수단이 변변치 않소그려. 어서 이 토시나 가지고 가시오. | ” |

강위는 토시를 가지고 슬며시 방으로 들어와 본래 놓였던 자리에 놓으니, 주인 정건조는 그제서야 일어났다.
| “ | 정강성(鄭康成)의 계집종이 그 이름을 남길 수 있음은 시경 구절을 주고 받는 것에 불과하지만 이 정씨의 계집종에 이르러서는 상전에 대한 충성심이 사랑하는 여자에 대한 사사로운 정을 끊어 없애게 하니, 가히 이 가문의 예의 법도를 충분히 증명하고도 남음이 있다. 나는 이 날 이후로 혼외의 여색을 탐하는 일을 단칼에 베어 내고 평생 내 스스로를 지켰노라! | ” |

이후로 강위는 술과 담배는 가까이해도, 평생 축첩이나 외도를 하지 않았다 한다.

## 가족 관계
- 할아버지 : 강헌규(姜獻圭)
- 아버지 : 강진화(姜鎭華)
- 어머니 : 경주박씨(慶州朴氏), 박희혁(朴希赫)의 딸
  - 형 : 강문기(姜文璂)
- 부인 : 기계유씨(杞溪兪氏), 유기주(兪杞柱)의딸
  - 아들 : 강요선(姜堯善), 부사
  - 며느리 : 전주이씨(全州李氏)
  - 아들 : 강유선(姜維善), 참봉
  - 며느리 : 전주이씨(全州李氏)
  - 아들 : 강효선(姜孝善)
  - 며느리:함양여씨(咸陽呂氏)
  - 아들 : 강교선(姜敎善)
  - 며느리:해주정씨(海州鄭氏)

## 평가
실학에서 개화파로 이어지는 과도기에 해당되는 인물로 평가된다. "이기와 강위 등은 실학사상과 근대변혁사상의 연결고리로 주목받기도 했다."는 것이다. 또, "실학파가 사실상 해체된 후 박제가에서 김정희로 이어지는 북학사상을 근대 개화파에 연계해준 선각자 가운데의 한 사람이다."라는 평도 있다.
그러나 그는 근본적으로 체제의 변혁을 도모한 혁명가는 아니었다. 그가 난민이 요구하는 격문을 써주지 않은 것은 이를 잘 보여준다. 실천적인 지식인으로서는 한계를 보인다는 평도 있다.

## 기타
그의 저서 중 《의삼정구폐책 (擬三政捄弊策)》은 1862년 그의 친구 정건조의 요청에 의해 지었으나, 정건조가 여러번 읽고난 뒤 과격한 용어가 많다며 용납되기 어려우니 어구를 수정해 달라고 청하자, 그 자리에서 불태워 버렸다. 그러나 정건조가 초고를 주워서 정창(鄭昌)에게 간행하도록 하여 수년 뒤에 저자에게 보여주고 서문을 받은 것이다.

## 같이 보기
| - 고증학 - 금석학 - 실증주의 - 갑신정변 - 조선책략 - 병인양요 - 김정희 - 민노행 - 정제두 - 홍대용 - 민노행 - 박지원 - 박규수 - 오경석 - 박정양 - 박영교 - 안경수 - 김정호 | - 강화도 조약 - 갑오경장 - 유대치 - 박제가 - 정병하 - 김옥균 - 김홍집 - 유길준 - 민영익 - 변수 - 서광범 - 서재필 - 오세창 - 유혁로 - 윤웅렬 - 윤치호 - 정난교 - 최한기 | - 한제국 건국사 - 어윤중 - 권동진 - 서재창 - 신중모 - 신복모 - 윤영렬 - 윤경완 - 윤경순 - 이규완 - 이동녕 - 김윤식 - 하응선 - 안국선 |

## 참고 자료
- 추금 강위
- 추사, 자신의 적거지를 '귤중옥'이라 이름 짓다 제주일보 2011.02.22
- 보관됨 2013-12-02 - 웨이백 머신 [고미술이야기] (31) 자하의 雅顔使君壽詩
- [조선후기 신지식인 한양의 中人들] (45) 세계일주 나선 역관들 서울신문 2007년 11월 5일자, 23면
- "姜瑋의 三政策", 경향신문 1995년 5월 10일자 12면, 생활/문화면
- 주승택, 〈강위의 개화사상과 외교활동〉, 서울대학교 한국문화연구소, 《한국문화 12집》 (서울대학교 한국문화연구소, 1991)
- 이정린, 〈강위의 인물과 사상〉, 연세대학교 동방학연구소, 《동방학지 제17집》 (연세대학교 동방학연구소, 1976)
- 이 문서에는 다음커뮤니케이션(현 카카오)에서 GFDL 또는 CC-SA 라이선스로 배포한 글로벌 세계대백과사전의 내용을 기초로 작성된 글이 포함되어 있습니다.

## 관련 서적
- 강위, 《강위전집 1,2》 (아세아문화사, 1998)
- 황호덕, 《근대 네이션과 그 표상들》 (소명출판, 2005)
- 원주용, 《조선시대 한 시 읽기 (하)》 (이담북스, 2010)
- 주승택, 《한문학과 근대문학》 (태학사, 2009)
- 조규익, 이성훈, 정영문 외, 《연행록 연구총서 1》 (학고방, 2006)
- 하겸진, 《국역 동시화》 (진영미·기태완 번역, 아세아문화사, 1995)
- 동국대학교 불교문화연구원, 《동아시아 불교 근대와의 만남》 (동국대학교출판부, 2008)